# Jörg Asmussen
Jörg Asmussen (Flensburgo, 31 ottobre 1966) è un economista e politico tedesco.
È membro del Partito Socialdemocratico di Germania ed è stato membro del comitato esecutivo della Banca centrale europea (BCE). In precedenza, ha ricoperto la carica di Vice Ministro delle Finanze della Germania.

## Istruzione
Asmussen ha conseguito un master in business administration all'Università Bocconi di Milano nel 1992 e una laurea in economia all'Università di Bonn nel 1994.

## Carriera
Dopo due anni (1994-1996) presso l'Istituto per la Ricerca e la Politica Sociale (in tedesco: Institut für Sozialforschung und Gesellschaftspolitik) di Colonia, Asmussen ha assunto una serie di incarichi nel Ministero Federale delle Finanze della Germania. Nel 2008-2011 è stato Segretario di Stato al Ministero, responsabile per politica fiscale, affari macroeconomici, politica dei mercati finanziari e politica europea.
Come consulente finanziario del governo di coalizione nel 2005-2009 e come rappresentante del Ministero delle Finanze nella True Sale International, un'associazione dei gruppi d'interesse di banche e servizi finanziari in Germania, Asmussen ha sostenuto la deregolamentazione bancaria del mercato e un ampliamento del mercato degli asset-backed security (ABS). Alcune fonti evidenziano il suo ruolo nella crisi finanziaria del 2007. Nel momento in cui la IKB Deutsche Industriebank di Düsseldorf andò in bancarotta a causa principalmente degli investimenti in ABS, Asmussen era responsabile per l'Autorità Federale di Vigilanza sui Servizi Finanziari (in tedesco: Bundesanstalt für Finanzdienstleistungsaufsicht - BaFin) al Ministero, nonché membro del consiglio di sorveglianza di tale banca.

### Banca centrale europea
Nel 2012 Asmussen è stato nominato successore di Jürgen Stark come membro tedesco nel comitato esecutivo della BCE. Originariamente indicato per la carica di capo economista della BCE, - posizione per la quale era candidato anche Benoît Coeuré, membro francese del comitato esecutivo - ad Asmussen è stata invece affidata la responsabilità per le relazioni europee e internazionali; al belga Peter Praet è stata invece assegnata la responsabilità per il dipartimento di economia. Alcuni hanno ritenuto molto controverso il dibattito su queste nomine, a seguito di questioni sollevate in merito all'equilibrio nord-sud nella struttura di governo della BCE.